# Thaumatococcus
Thaumatococcus là một chi thực vật có hoa trong họ Marantaceae.